# Biserica Sfântul Gheorghe din Malcoci

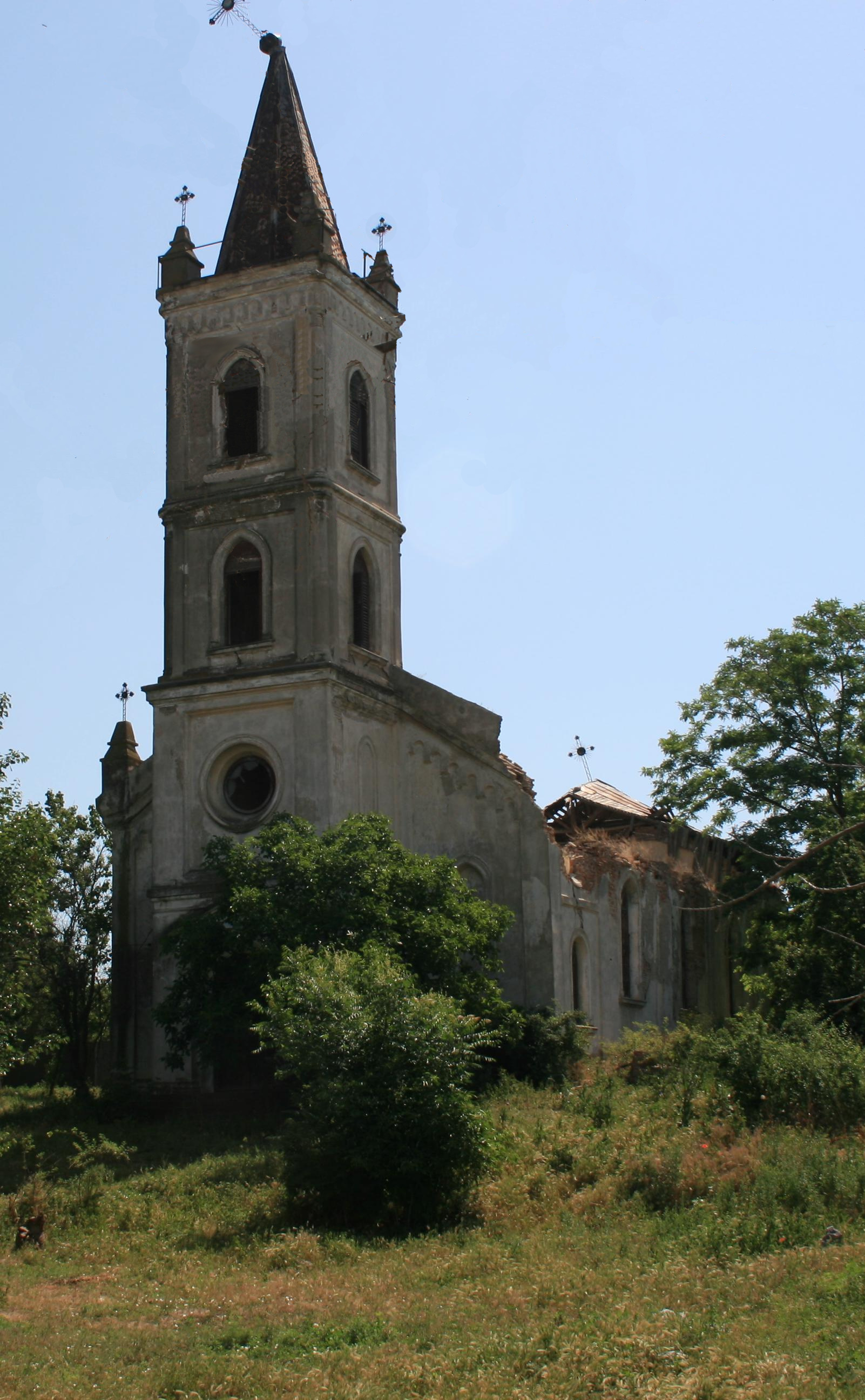

Biserica Sfântul Gheorghe din Malcoci este un lăcaș de cult edificat de germanii dobrogeni în satul Malcoci, Tulcea. Edificiul se află în prezent în stare avansată de degradare. Asociația germanilor dobrogeni din Germania a inițiat un proiect de salvare a monumentului.

## Istoric

### 1873–1901
Pe locul actualei biserici a fost ridicată în anul 1844 mai întâi o capelă. Pe parcursul unei generații această capelă a devenit insuficientă pentru localitatea aflată în plin avânt demografic, astfel încât prin grija parohului Theodor Dominici a fost construită între anii 1873-1881 noua biserică. Din cauza dificultăților financiare, turnul a fost construit inițial doar până la primul nivel, fiind prevăzut cu un acoperiș provizoriu. Exteriorul bisericii a rămas netencuit, iar drept clopotniță provizorie a servit o construcție din lemn ridicată în curtea bisericii.